# Der Verbannte
Der Verbannte ist ein US-amerikanischer Abenteuerfilm vor historischem Hintergrund aus dem Jahr 1947 von Max Ophüls mit Douglas Fairbanks jr. in der Hauptrolle, der den Film auch produzierte und am Drehbuch mitschrieb. Fairbanks produzierte den Film in Zusammenarbeit mit Universal-International Pictures. Das Drehbuch basiert auf dem 1926 veröffentlichten Roman His Majesty, the King: Being the Chronicle of Certain Hours, in the Ill-Starred Life of Charles the Second of England, During the Period of His Exile in Flanders with Those of the Faithful That Fled from the Despot, Oliver Cromwell, the Which Have Received of on Account in the History of His Time von Cosmo Hamilton.

## Handlung
Charles Stuart, nach dem Englischen Bürgerkrieg der ungekrönte König von England, lebt im Exil in Holland. Er erfährt, dass der englische Regent, Lord Protector Oliver Cromwell, ihm treu ergebene Männer (Roundheads) ausgesandt hat, die den König ermorden sollen. Charles macht sich keine Sorgen und flirtet unbekümmert mit der Bäuerin Katie weiter.
Auf die Forderung nach England zurückzukehren, um eine Revolte anzuführen, antwortet Charles, er kehre erst zurück, wenn es das Volk wolle und nicht nur ein paar Rebellen. Sein Berater Sir Edward Hyde kann ihn von der Bedrohung durch die Roundheads überzeugen, sodass er sich auf Katies Bauernhof, zu dem auch ein Gasthof gehört, versteckt und dort arbeitet.
Der Schauspieler Dick Pinner kehrt im Gasthof ein und imitiert den englischen König. Charles sorgt dafür, dass Dick im Gasthof Unterkunft findet. Als sich Gerüchte verbreiten, dass der englische König in Katies Gasthof logiert, macht sich die Gräfin Annabelle de Courteuil auf den Weg, um ihren alten Freund zu besuchen. Sie durchschaut sofort die Täuschung, sieht aber auch Charles und trifft sich mit ihm in der folgenden Nacht. Sie übergibt ihm dabei eine Spieldose, ein Geschenk des französischen Königs. Damit bezahlt Charles Katies Schulden bei ihrem Cousin Jan. Katie hat Charles jedoch mit Annabelle gesehen. In ihrer Eifersucht will sie Charles herauswerfen. Annabelle erklärt ihr, was Charles für sie getan hat und schnell sind die beiden wieder vereint. 
Colonel Ingram, der Anführer der Roundheads, erreicht den Gasthof. Er will Pinner töten, der sich als Schauspieler und Imitator zu erkennen gibt. Ingram glaubt ihm nicht, sodass Charles seinerseits seine wahre Identität preisgibt, um Pinner zu retten. Charles kann Ingram und seinen Männern entkommen. Katie reitet über die Felder hinter ihm her. Beide verstecken sich in einer alten Windmühle. Ingram ist mit seinen Männern Katie gefolgt. Charles und Katie werden durch das Erscheinen von Hyde und seinen Männern gerettet. Im folgenden Kampf tötet Charles Ingram mit dem Schwert. Hyde teilt Charles mit, dass das englische Parlament neu zusammengestellt wurde und seine Rückkehr nach England erwartet. Charles und Katie schwören sich ewige Liebe, dennoch muss der König Katie zurücklassen.

## Produktion
Gedreht wurde der Film von Ende April bis Mitte Juli 1947 in den Universal-Studios in Universal City.
Obwohl Douglas Fairbanks jr. die Haupt- bzw. Titelrolle spielte, wurde er im Vorspann als Letzter aufgeführt. Regisseur Ophüls, 1933 vor dem Nationalsozialismus zuerst nach Paris, dann 1941 in die USA geflüchtet, hatte vier Jahre lang keine Regie geführt. Robert Siodmak sagte ihm, er müsse mindestens einen Hollywoodfilm machen, bevor er zurückkehren, sonst nähme ihn niemand ernst. Siodmak arrangierte für Ophüls ein Treffen mit den Verantwortlichen bei Universal. Kurz darauf war Ophüls als Regisseur engagiert.
Zwischen dem Studio und María Montez kam es zu einem Streitgespräch, das letztendlich vor Gericht geklärt wurde. Montez pochte auf Erfüllung ihres Vertrages, der eine Klausel enthielt, dass sie in ihren Filmen als erstes genannt wurde, also ein sogenanntes Top Billing erhielt. Es kam zu einer Gerichtsverhandlung, bei dem sich die Parteien einigen konnten. Montez bekam im Vorspann des Films das Top Billing, in den Presseheften wurde sie als zweite Hauptrolle geführt.

## Stab und Besetzung
Bernard Herzbrun und Hilyard M. Brown waren die Art Directors, Russell A. Gausman und Theodore Offenbecker die Szenenbildner. Leslie I. Carey und William Hedgcock waren für den Ton verantwortlich. Für Hedgcock war es die letzte Arbeit an einem Film, er starb drei Wochen vor der Uraufführung.
In kleinen nicht im Abspann erwähnten Nebenrollen traten Harry Cording, Dorothy Hart, Norbert Schiller und Lotte Stein auf.

## Synchronisation
Die Berliner Synchron GmbH Wenzel Lüdecke erstellte für den Film zwei Synchronfassungen. Für die zweite Fassung schrieb Hans Bernd Ebinger das Dialogbuch, Dialogregie führte Dietmar Behnke.
| Rolle            | Schauspieler          | Sprecher 1. Fassung   | Sprecher 2. Fassung   |
| ---------------- | --------------------- | --------------------- | --------------------- |
| Charles Stuart   | Douglas Fairbanks jr. | Hans Georg Laubenthal | Volker Brandt         |
| Gräfin Annabelle | María Montez          | Elisabeth Ried        | Marianne Groß         |
| Katie            | Paule Croset          | Margot Leonard        |                       |
| Colonel Ingram   | Henry Daniell         | Carl Raddatz          | Heinz Petruo          |
| Sir Edward Hyde  | Nigel Bruce           | Otto Stoeckel         | Siegfried Schürenberg |
| Dick Pinner      | Robert Coote          | Erich Fiedler         | Harry Wüstenhagen     |

## Veröffentlichung
Die Premiere des Films fand am 17. Oktober 1947 statt. In der Bundesrepublik Deutschland kam er 1951 in die Kinos, in Österreich am 26. Oktober 1951.

## Kritiken
Das Lexikon des internationalen Films schrieb: „Ein im 17. Jahrhundert spielender, leichtgewichtiger Kostümfilm. Der Mantel- und Degenfilm verbindet sich hier mit Ophüls' Thema von der Liebe, die in Widerstreit mit den Konventionen gerät. Eine amüsante Kombination von "Fairbanks-" und "Ophüls-Touch", die mit beiden Stilen reizvoll jongliert.“
Virginia Graham schrieb im The Spectator, so angenehm es auch sei, Douglas Fairbanks zu sehen, müsse man den Film heftig bedauern. Er sei das am wenigsten überzeugende und unterhaltende Stück Geschichte, das sie gesehen habe.
Der Kritiker des TV Guide bemängelte, dass die Dramatik und Spannung der Ereignisse unglücklicherweise auf Schritttempo abgebremst werde. Trotz seiner starken Besetzung und des interessanten Konzepts, sei der Film langweilig.